# الحياة البرية في تنزانيا

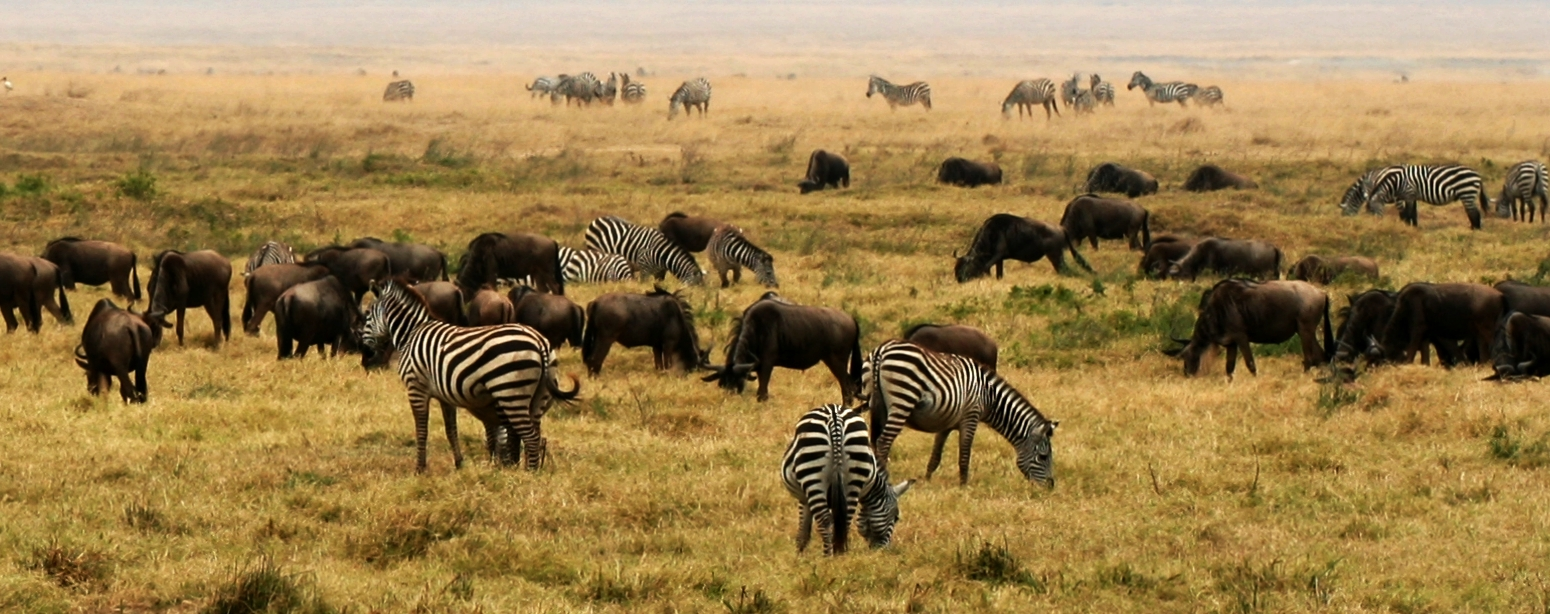
الحمار الوحشي (Equus quagga) والحيوانات البرية الزرقاء (Connochaetes taurinus) في فوهة نجورونجورو بمنطقة محمية نجورونجورو.

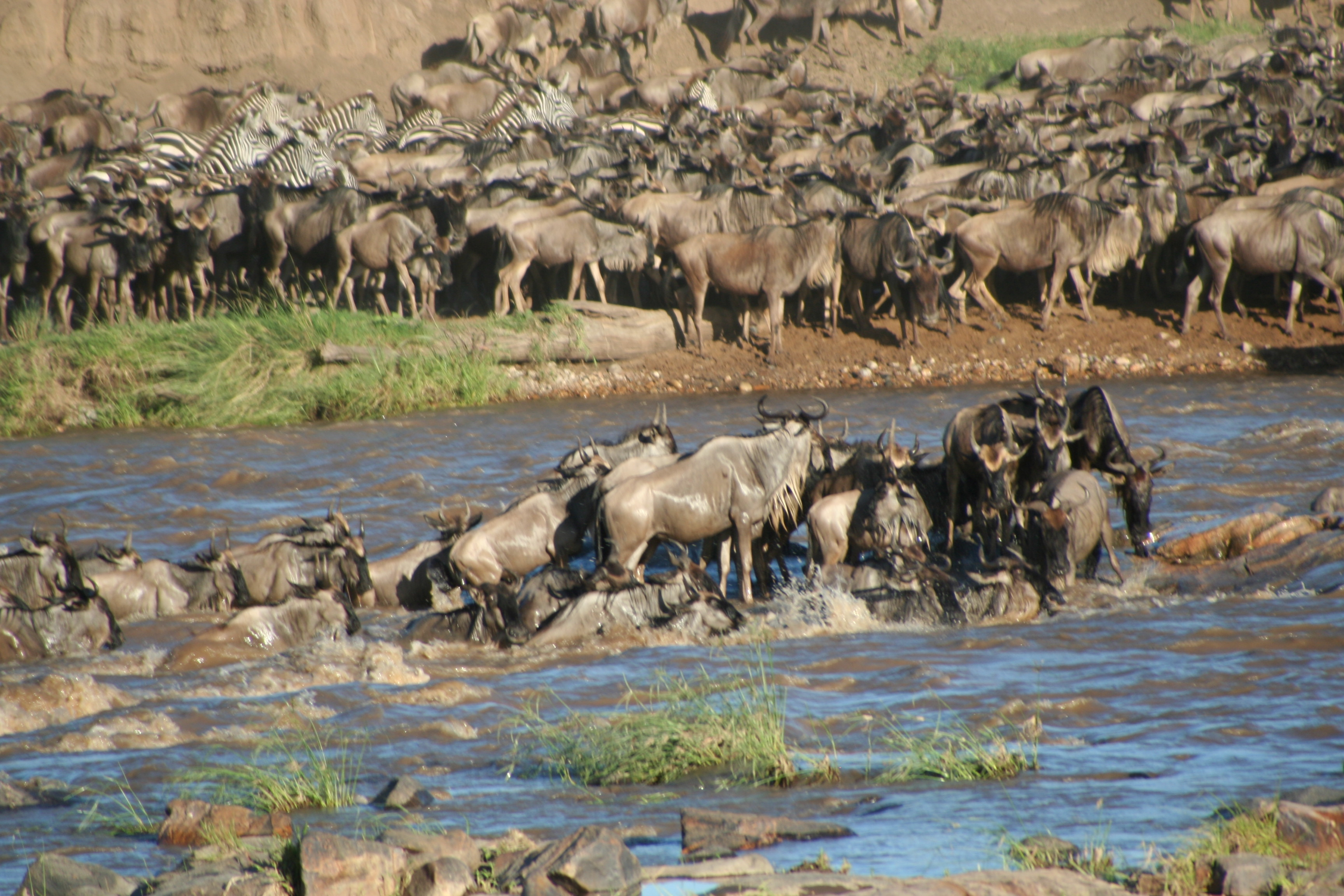
الحركة الجماعية للحيوانات البرية في تنزانيا في حديقة سيرينغيتي الوطنية Serengeti.

تحتوي تنزانيا على حوالي 20 في المائة من أنواع الثدييات الكبيرة في أفريقيا، وتتكاثر من خلال المحميات، والحدائق البحرية، إضافة إلى 17 متنزهًا وطنيًا بمساحة تزيد عن 42,000 كيلومتر مربع (16,000 ميل2).
تشكل مناطق المحميات والحدائق الحيوانية ما يقرب من 38% من أراضي البلاد. وتوصف موارد الحياة البرية في تنزانيا بأن «لا مثيل لها في إفريقيا».
وتعتبر حديقة سيرينجيتي الوطنية ثاني أكبر حديقة وطنية في تنزانيا بمساحة 14,763 كيلومتر مربع (5,700 ميل2) وتقع في شمال البلاد، وتشتهر بقطعانها المهاجرة الواسعة من الحيوانات البرية والحمار الوحشي كما تتمتع بسمعة كبيرة باعتبارها واحدة من عجائب الطبيعة في العالم.
تعد منطقة نجورونجوروالمحمية أحد مواقع التراث العالمي لليونسكو حيث تأسست في عام 1959، ويسكنها شعب الماساي. وتعد حفرة نجورونجورو أكبر كالديرا سليمة في العالم.